# Apparently Unaffected
Apparently Unaffected es el tercer álbum de la cantante noruega Maria Mena. Se lanzó por segunda vez en junio de 2006 en Holanda y alcanzó el puesto número 11 en las listas de éxitos. El álbum tuvo tres singles: "Miss You Love", "Just Hold Me" y "Our Battles". A principios de 2008 se lanzó como sencillo "Nevermind Me". La canción "Just Hold Me" comenzó a ser radiada en España en 2009.

## Temas
Los temas fueron escritos por Maria Mena y Arvid Solvang.
1. "Internal Dialogue" – 2:53
2. "This Bottle of Wine" – 2:32
3. "Miss You Love" – 3:10
4. "Boytoy Baby" – 2:51
5. "If You'll Stay in My Past 1" – 1:09
6. "He's Hurting Me" – 2:20
7. "Just Hold Me" – 4:24
8. "Long Time Coming" – 2:45
9. "If You'll Stay in My Past 2" – 1:19
10. "Nevermind Me" – 3:55
11. "These Shoes" – 1:54
12. "Our Battles" – 3:32
13. "Calm under the Waves" – 3:22
14. "If You'll Stay in My Past 3" – 1:00

## Sencillos
| Sencillo      | Lanzamiento           |
| ------------- | --------------------- |
| Miss You Love | 13 de febrero de 2006 |
| Just Hold Me  | 24 de abril de 2006   |
| Our Battles   | 2007                  |